# Bardesanes
Bardesanes (auch Bar-Daiṣān; syrisch-aramäisch ܒܪܕܝܨܢ, „Sohn des (Flussgottes) Daiṣān“; * 11. Juli 154 in Edessa; † um 222 vielleicht in Ani, Armenien) war ein syrisch-aramäischer Philosoph und Gnostiker.

## Leben
Bardaisan war Sohn heidnischer Eltern aus vornehmem Stand und wurde am Hof in Edessa erzogen. Er soll, bevor er Christ wurde, Priester der Großen Muttergottheit Dea Syria in Hierapolis Bambyke (Mabog in Syrien) gewesen sein. Abgar VIII. der Große (177–212) war ein Jugendfreund Bardaisans, der den König wahrscheinlich für das Christentum gewann. Abgar VIII. wäre damit der erste christliche König der Weltgeschichte. Der römische Kaiser Caracalla setzte jedoch bereits um 214 den Sohn und Nachfolger Abgars des Großen, Abgar IX., ab. Bardaisan lebte größtenteils am Hofe Abgars VIII. Nach der Eroberung der Stadt Edessa durch die Römer im Jahr 216 ging er nach Armenien, wo er vermutlich um 222 verstarb.
Der christliche Chronist und Schriftsteller Sextus Iulius Africanus bezeichnet Bardesanes als „Parther“ (ὁ Πάρθος) und beschreibt ihn als ausgezeichneten Bogenschützen. Da Africanus in den Jahren um 200 für längere Zeit am Hof in Edessa lebte, könnten diese Informationen auf eine persönliche Bekanntschaft zurückgehen.

## Werk
Bardesanes stand der Kirchenlehre näher als andere Gnostiker seiner Zeit. Seine Gedankenwelt war jedoch stark von chaldäischer Mythologie und Astrologie beeinflusst. Sein besonderes Interesse galt kosmologischen Spekulationen. Seine Ansichten zogen ihm seit Ephraem dem Syrer das Missfallen späterer Autoren zu. Das führte zum Verlust der Schriften des Bardesanes, sowohl seiner Versdichtung als auch seiner Prosa. So müssen die Lehren des Bardesanes weitgehend aus den Berichten seiner Gegner rekonstruiert werden. Einer seiner Schüler schrieb nach seinen Lehren einen leicht dialogisch gehaltenen Traktat über das Schicksal, das sogenannte „Buch der Gesetze der Länder“ (liber legum regionum). Neben den häresiologischen Quellen ist es das einzige, was einen direkten Einblick in sein Denken vermittelt. Es wurde ins Griechische übertragen und wird in den Recognitiones des Pseudo-Clemens in lateinischer sowie von dem Kirchengeschichtsschreiber Eusebius von Caesarea in griechischer Version zitiert. Bekannt ist Bardesanes auch als Vater des syrischen Kirchenliedes. Ephraem der Syrer kannte ein Buch von ihm mit 150 Psalmen oder Hymnen.

## Bedeutung
Bardesanes war, neben den Enkratiten, von größtem Einfluss auf das syrische Christentum des 3. Jahrhunderts. Die Tätigkeit der Nachfolger des Bardesanes lässt sich noch in der frühen islamischen Zeit nachweisen, wo Ibn an-Nadīm ihn zitiert in seinem enzyklopädischen Werk Kitāb al-Fihrist.

## Ausgaben
- Hendrik J. W. Drijvers (Hrsg.): The book of the Laws of Countries, 1965.
- Torsten Krannich, Peter Stein: Das „Buch der Gesetze der Länder“ des Bardesanes von Edessa. Eingeleitet und übersetzt. In: Zeitschrift für Antikes Christentum. Band 8, 2004, S. 203–229.
- François Nau (Hrsg.): Liber legum regionum (Patrologia Syriaca 2). 1907, S. 490–657.
- François Nau (Hrsg.): Bardesane, Le Livre des lois des Pays, 1931.
- Ilaria Ramelli: Bardesane di Edessa. Contro il fato. Κατὰ Εἱμαρμένης (detto anche Liber Legum Regionum). Testo critico. Introduzione, traduzione, testimonianze e appendice (= I talenti. Band 3). Ed. San Clemente/Ed. Studio Domenicano, Rom/Bologna 2009, ISBN 978-88-7094-693-2.